# Serge Leroy
Serge Leroy (14 de mayo de 1937 – 27 de mayo de 1993) fue un director y guionista cinematográfico y televisivo francés, nacido y fallecido en París, Francia.

## Filmografía
Director
- 1973 : Le Mataf
- 1975 : La Traque
- 1977 : Les Passagers
- 1978 : Attention, les enfants regardent
- 1981 : Pause-café
- 1982 : Légitime Violence
- 1983 : L'Indic
- 1985 : Double Face (téléfilm)
- 1985 : Le Quatrième Pouvoir
- 1988 : Contrainte par corps
- 1989 : Pause-café
- 1989 : Une saison de feuilles (TV)
- 1991 : Les Cahiers bleus (TV)
- 1992 : Maigret chez les Flamands (TV)
- 1992 : Maigret et le corps sans tête (TV)
- 1993 : Taxi de nuit

Ayudante de dirección
- 1984 : Le tueur triste, de Nicolas Gessner